# Восток (макрорегион)
Восток — макрорегион, включающий в себя Азию (как правило, кроме Северо-Западной части — собственно Сибири) и Северную Африку.
Основные подразделения: 
- Ближний Восток — регион, включающий в себя Западную Азию и Северную Африку
- Средний Восток — регион в Азии. В этот термин вкладывался разный смысл: от всей Азии между Ближним Востоком и Дальним Востоком до региона, состоящего только из трёх стран: Ирана, Пакистана и Афганистана.
- Дальний Восток — регион, включающий в себя Северо-Восточную, Восточную, Юго-Восточную и Южную Азию

## Экономические и социально-культурные аспекты
Нередко противопоставлялся «Западу» (в социо- и этнокультурном аспекте), отождествляемому в период до Нового времени с Европой (к которой в последующий период добавляются колонии).
Часто различные псевдоучёные социологи и политики любят использовать термин «Восточный мир» как синоним бедности, отсталости, политической коррупции, безграмотности, неуважения прав человека, тоталитаризма и авторитаризма, рассадника диктаторских режимов (в противовес западному миру — богатому и процветающему, уважающему права человека, с демократией и средним классом, высоким уровнем жизни и развитой экономикой). Но такое наполнение термина «Восточный мир» является ошибочным. После Второй мировой войны целый ряд восточных стран достигли высокого уровня жизни, демократии и процветания: Израиль, Япония, Макао и «четыре азиатских тигра» Республика Корея, Республика Китай (Тайвань), Гонконг, Сингапур. Также высокого уровня жизни достигли крупные экспортёры нефти: Бруней-Даруссалам и страны Персидского залива (ОАЭ, Бахрейн, Катар, Кувейт, Саудовская Аравия, Оман). Относительно высокого уровня жизни достигли Малайзия и КНР.